# Boppe

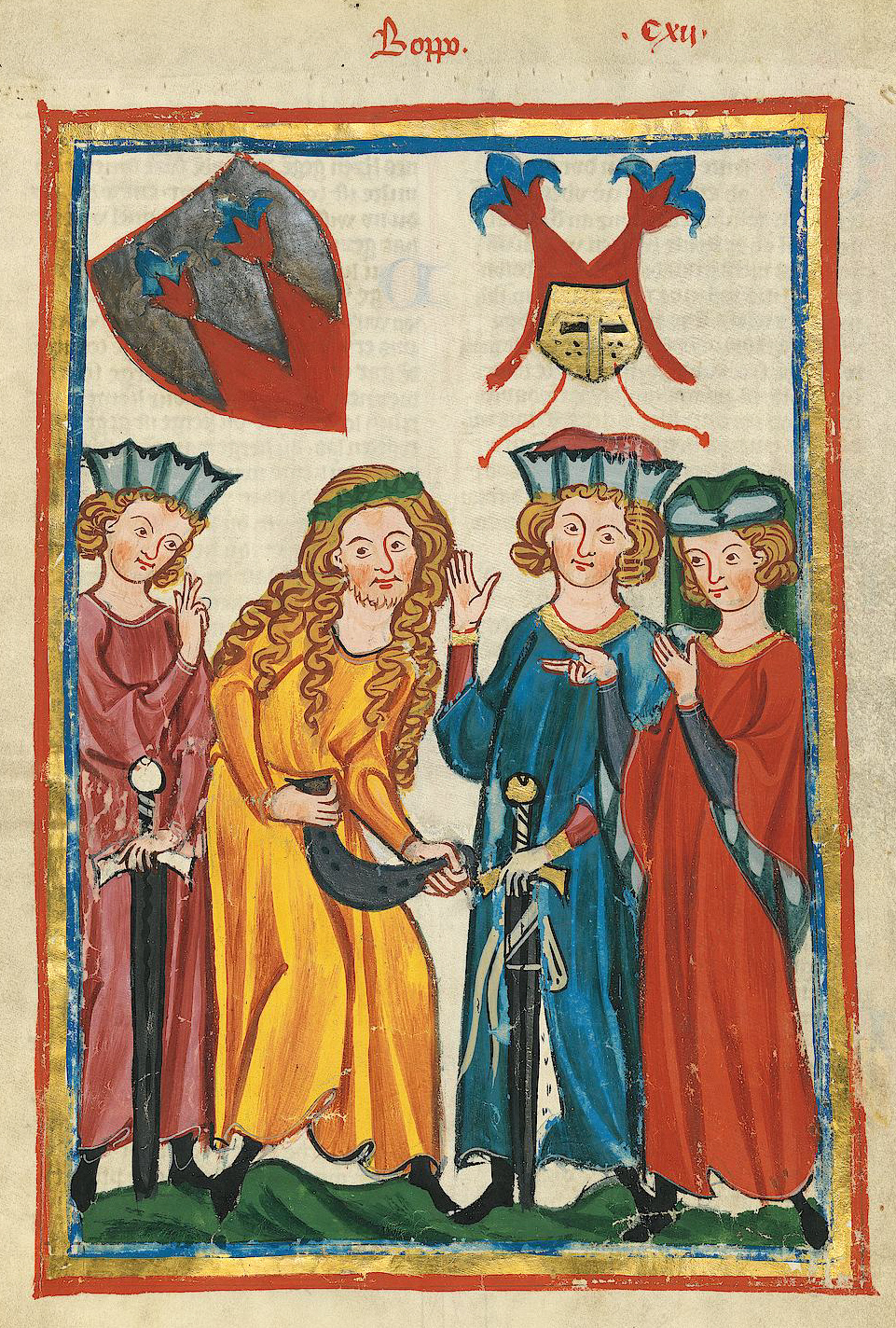
Autorenbild im Codex Manesse

Boppe war ein mittelhochdeutscher Sangspruchdichter, der in der zweiten Hälfte des 13. Jahrhunderts gelebt hat.

## Leben
Über das Leben Boppes ist nur wenig bekannt. Seine Sprüche sind aufgrund historischer Bezüge zeitlich auf die 1280er und 1290er Jahre eingrenzbar, doch existieren keine außerliterarischen Zeugnisse. Im Meistersang wurde Meister Boppe als einer der zwölf alten Meister verehrt, die als Erfinder ihrer Künste galten. Die Große Heidelberger Liederhandschrift (Codex Manesse) weist ihm zwar keinen Titel zu, jedoch nennt ihn die Jenaer Liederhandschrift „Meister“. Das Autorenbild im Codex Manesse zeigt Boppe, der von den Meistersingern auch „starker Boppe“ genannt wird und vielleicht schon zu Lebzeiten diesen Beinamen führte, wie er ein Hufeisen verbiegt.
Auch in verschiedenen Meisterkatalogen wird Boppe bis in das 17. Jahrhundert hinein erwähnt, so in einem von Lupold Hornburg um 1350: „Des Boppen sang von vogel, tyren wol gebispelt ist“ (Des Boppen Lied enthielt von Vögeln [und] Tieren manch schönes Beispiel).

## Werk

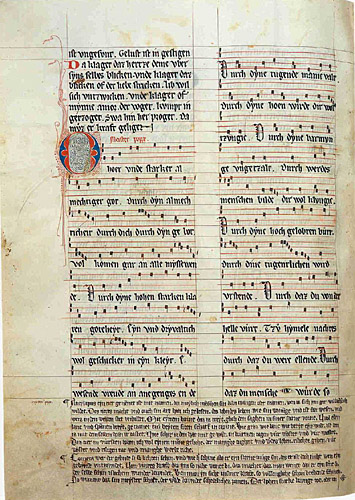
Text in der Jenaer Liederhandschrift

Unter dem Namen „Boppe“ überliefert die Große Heidelberger Liederhandschrift (C) 8 Töne mit insgesamt 40 Strophen, davon 20 Strophen in Ton I (Hofton). Nur dieser Ton fand Eingang in die weitere Überlieferung. In der Jenaer Liederhandschrift finden sich 18 Strophen (12 davon sind auch in C überliefert), einige weitere in anderen älteren Handschriften. Insgesamt sind in Ton I 30 altüberlieferte Sprüche erhalten. Darüber hinaus ist der Hofton in den späteren Meisterliederhandschriften breit überliefert. Die umfangreichste Überlieferung bietet die Kolmarer Liederhandschrift mit insgesamt 190 Strophen in 48 Einheiten, 33 davon sind (oft in abweichender Strophenordnung) mehrfach bezeugt. Doch stammen diese Strophen vermutlich größtenteils aus dem 14. und 15. Jahrhundert.
Thematisch ist in Boppes Texten – wie auch bei anderen Sangspruchdichtern – eine Rückbindung an die zeitgeschichtliche Realität erkennbar; neben persönlichen und moralischen Fragen befasst er sich so auch mit politischen und theologischen. In seinen Strophen finden sich alle Themen der höfischen Spruchdichtung, die Aufzählung höfischer Tugenden und Laster sowie die moralische Ausdeutung von Naturphänomenen und Tieren. Einige Strophen sind an Personen gerichtet, darunter eine Totenklage auf Konrad von Würzburg.

### Ausgaben
- Heidrun Alex: Der Spruchdichter Boppe. Edition – Übersetzung – Kommentar (= Hermaea. Neue Folge Band 82). Tübingen 1998.

Nur noch historischen Wert haben die beiden älteren Ausgaben:
- Georg Tolle (Hrsg.): Der Spruchdichter Boppe. Sondershausen 1894.
- Friedrich Heinrich von der Hagen (Hrsg.): Minnesinger. 4 Teile. Leipzig 1838; Neudruck 1963. Teil 2, Seite 377–386; Teil 3, S. 405–407.

### Sekundärliteratur
- Repertorium der Sangsprüche und Meisterlieder des 12.–18. Jahrhunderts. Band 3, bearbeitet von Frieder Schanze und Burghart Wachinger. Tübingen 1986, S. 209–245 (Zusammenstellung der Überlieferung).
- Heidrun Alex: Boppe. In: Killy Literatur Lexikon. 2. Auflage 2007.
- Gisela Kornrumpf: Boppe. In: Die deutsche Literatur des Mittelalters. Verfasserlexikon. 2. Auflage. Band 1. Berlin und New York 1978, Sp. 953–957.
- Wolfgang Stammler: Meister Boppe. In: Neue Deutsche Biographie (NDB). Band 2, Duncker & Humblot, Berlin 1955, ISBN 3-428-00183-4, S. 454 (Digitalisat).
- Georg Tolle: Der Spruchdichter Boppe. Göttingen 1887.
- Burghart Wachinger: Boppe. In: Lexikon des Mittelalters (LexMA). Band 2. Artemis & Winkler, München/Zürich 1983, ISBN 3-7608-8902-6, Sp. 445.
- Wilhelm Wilmanns: Boppe. In: Allgemeine Deutsche Biographie (ADB). Band 3, Duncker & Humblot, Leipzig 1876, S. 149 f.